# スパルタクス (バレエ)
『スパルタクス』（Spartacus）または『スパルタク』（Спарта́к，Spartak）は、アラム・ハチャトゥリアン作曲のバレエ作品。『ガイーヌ』に並んで有名な作品である。

## 解説
この作品は、ローマに対して反乱を起こした（第三次奴隷戦争）ことで知られる奴隷たちの指導者・スパルタクスの偉業を題材とした作品である（ただし、バレエの筋書きは歴史的な記録からはかなり逸脱したところがある）。ハチャトゥリアンは1954年にバレエ音楽を作曲し、これによってその年のレーニン賞を受賞した。本作は1956年にレオニード・ヤコブソンの振付によりレニングラードで初演されたが、限定的な成功しか収められなかった。これは、ヤコブソンが自分の振付から慣例的な「ポワント」を捨て去ったためであった。本作は1958年にイーゴリ・モイセーエフ振付により、モスクワのボリショイ劇場での初めての上演が行われた。しかしながら、このバレエが最も賞賛されたのは、1968年にユーリー・グリゴローヴィチ振付で製作されたバージョンであった。本作は現在でもハチャトゥリアンの最も有名な作品のひとつであり、ボリショイ劇場やその他のロシアおよび旧ソ連のバレエ団のレパートリーにおいても傑出した作品である。

## バレエのあらすじ

### 主な登場人物
- クラッスス - ローマの執政官
- スパルタクス - 捕虜となったトラキアの王
- フリーギア - スパルタクスの妻
- エギナ - クラッススの内縁の妻

### 第1幕
ローマの執政官クラッススは、勝利を収めたばかりの戦いから、凱旋行列を組んでローマへ帰還する。彼が捕らえた捕虜の中に、トラキアの王スパルタクスとその妻フリーギアがいる。スパルタクスは囚われの身となったことを嘆き、クラッススの内縁の妻たちによるハーレムへ連れて行かれるフリーギアに苦い別れを告げる。クラッススと側近たちを楽しませるため、スパルタクスは剣闘場に送られ、親友を殺すことを強要される。自分の行為に恐怖したスパルタクスは、仲間の捕虜たちに反乱を起こすよう煽動する。

### 第2幕
逃亡した捕虜たちは自由を祝う。一方、クラッススは貴族を楽しませるために気前よく娯楽を行い、その娯楽の中には目隠しをした剣闘士同士の戦いもあった。魅惑的なエギナは乱痴気騒ぎを引き起こす。スパルタクスと仲間たちは騒ぎを止め、フリーギアを含む奴隷の女性たちを救い出す。侮辱されたエギナはクラッススに、すぐに奴隷兵士たちを追うよう要求する。恋人たちは逃亡を祝って、有名な「スパルタクスとフリーギアのアダージョ」を歌う。

### 第3幕
翌朝、エギナはスパルタクスの野営地を発見し、恋人たちがテントから姿を現すのを目にする。エギナはクラッススに知らせを送り、クラッススは追跡のために兵士を送る。スパルタクスの軍勢との間に血なまぐさい戦いが勃発する。遂には、クラッススの軍勢はスパルタクスを発見し、彼を槍で串刺しにする。スパルタクスの最も忠実な部下たちが彼の亡骸を奪還して運び去り、フリーギアはスパルタクスを喪ったことを嘆く。

## 組曲
ハチャトゥリアンは1955年に、バレエで用いられた楽曲を抜粋・編曲し、3つのオーケストラ組曲を製作した。
組曲第1番
- 序奏 - ニンフの踊り
- エギナとハルモディウスのアダージョ
- エギナとバッカナリアのヴァリアシオン
- 情景とクロタルムスの踊り
- ガディスの娘の踊り - スパルタクスの勝利

組曲第2番
- スパルタクスとフリーギアのアダージョ
- 商人たちの入場 - ローマの遊女の踊り
- 全体の踊り
- スパルタクスの入場 - 口論
- ハルモディウスの裏切り
- 海賊の踊り

組曲第3番
- ギリシャの奴隷の踊り
- エジプトの少女の踊り
- 夜の出来事
- フリーギアの踊り - 別れの場面
- 競技場にて

これらから適宜抜粋する形で、コンサートのレパートリーとしてよく演奏される。